# Tigran Sargsjan

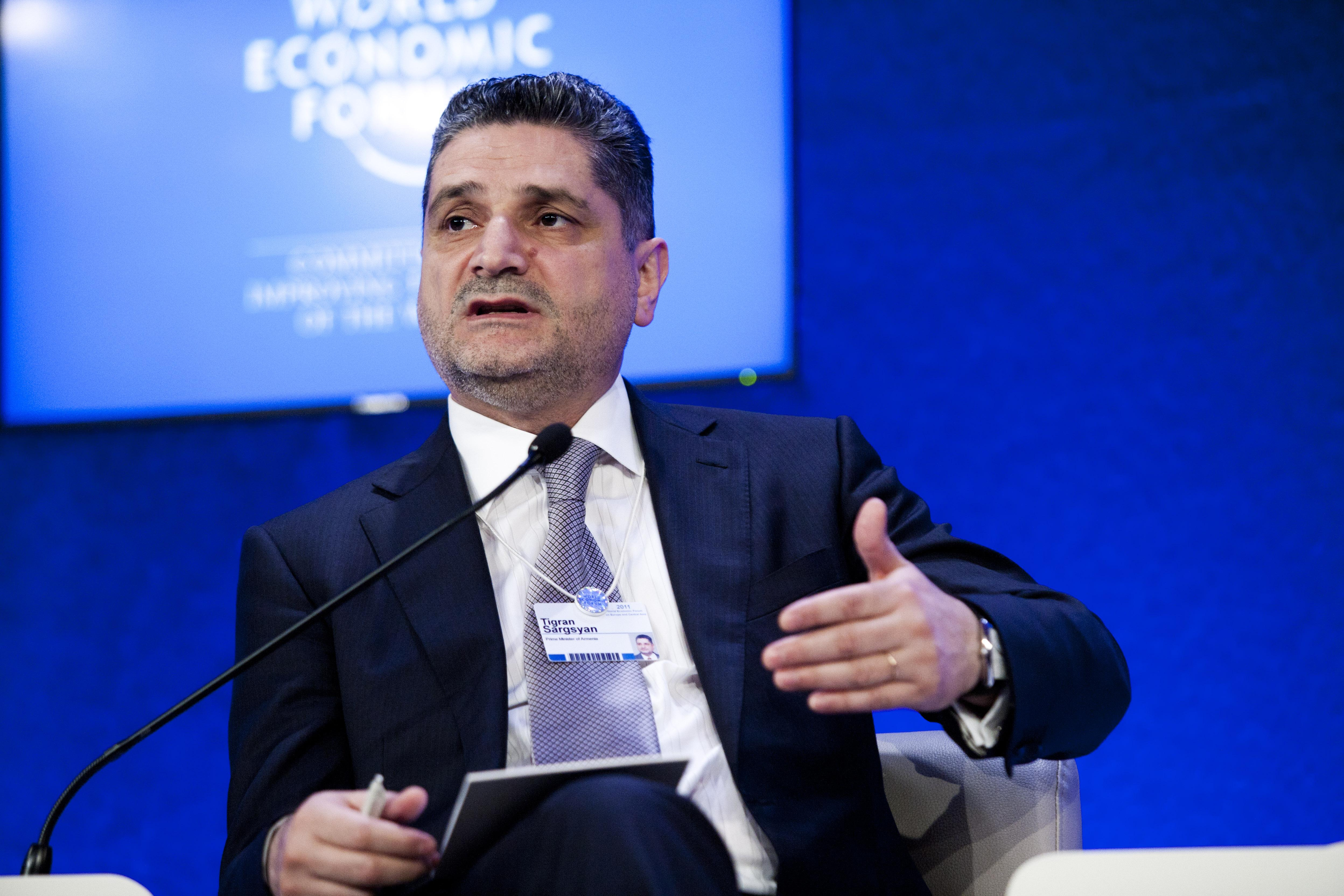
Tigran Sargsyan

Tigran Sargsyan (armenisch Տիգրան Սարգսյան/Tigran Sargsjan, in wissenschaftlicher Transliteration Tigran Sargsyan; [ti'gɹan saɹkʰəs'jan]; * 29. Januar 1960, Kirowakan, Armenische SSR (heute Wanadsor, Armenien)) war seit dem 9. April 2008 Ministerpräsident der Republik Armenien (Republikanische Partei). Nach fast genau sechs Jahren trat er am 3. April 2014 von seinem Amt zurück. Sein Nachfolger wurde am 13. April Howik Abrahamjan.
Von April 1998 bis April 2008 war Sargsjan Vorsitzender der Zentralbank der Republik Armenien.
Im Oktober 2015 wurde Sargsjan zum Vorsitzenden der Eurasischen Wirtschaftskommission gewählt, diese Position übernahm er am 1. Februar 2016.